# Francesco del Tasso
Francesco del Tasso (Firenze, 1463 – 1519) è stato un intagliatore e scultore italiano.

## Biografia
Francesco Del Tasso è un esponente di altissimo livello della tradizione dell'Intaglio Fiorentino, come molti altri membri della famiglia Del Tasso, intagliatori e scultori lignei attivi tra XV e del XVI secolo, frequentemente menzionati da Vasari. Figlio di Chimenti il Vecchio, era fratello di Marco del Tasso e cugino di Lorenzo del Tasso attivo nell'ultimo ventennio del XV secolo, che secondo il Vasari fu allievo di Andrea Sansovino e collaboratore di Benedetto da Maiano dal quale, alla morte, ereditò la Bottega.

## Tondo Doni
La cornice attorno al dipinto di Michelangelo detto Tondo Doni è stata scolpita nel 1504 da Francesco del Tasso - probabilmente su disegno dallo stesso Michelangelo - che eseguì la cornice con grottesche, fantasiosi racemi e protomi umane.